# Alejandro (canción)
«Alejandro» es una canción interpretada por la cantante y compositora estadounidense Lady Gaga, coescrita y coproducida por ella y RedOne, e incluida en el tercer EP de la cantante, The Fame Monster, de 2009. Fue compuesta a manera de tema europop de medio tiempo con una melodía de nivel ascendente, en la cual Gaga se despide de sus amantes. La letra de la misma se inspira en el «miedo de la cantante al monstruo del sexo», en referencia a los orígenes del disco.
Durante abril y mayo de 2010, «Alejandro» se convirtió en el tercer sencillo internacional del álbum. Los críticos señalaron que la canción es un homenaje evidente a los grupos ABBA y Ace of Base; de manera general, la valoraron positivamente. Previo a su estreno oficial, debutó en la lista UK Singles Chart, posicionándose luego en el quinto puesto de la lista Hungarian Singles Chart, debido a las descargas vendidas tras el lanzamiento del álbum. Asimismo, ha tenido una buena recepción en países como Australia, Canadá, Nueva Zelanda, Suecia y Estados Unidos —donde logró posicionarse dentro de los diez primeros lugares del Billboard Hot 100—, además de obtener buenas críticas en medios finlandeses, polacos, rusos, búlgaros y rumanos. Gaga ha interpretado mundialmente la canción durante su gira The Monster Ball Tour, y en la coreografía que la acompaña, la cantante lleva a cabo escenas con evidentes insinuaciones sexuales junto con sus bailarines. La cantante interpretó también «Alejandro» en la novena temporada del programa de televisión American Idol, el 5 de mayo de 2010.
El video musical de la canción, dirigido por el fotógrafo Steven Klein y estrenado el 8 de junio de 2010, cuyo contenido visual se inspiró en «el amor que Lady Gaga tiene por sus amigos homosexuales así como su admiración por el amor gay», fue recibido con críticas variadas, destacando la mayoría el concepto y su «naturaleza tétrica y oscura». En este, Gaga aparece bailando con un grupo de soldados en un cabaret. En algunos segmentos, se intercalan escenas donde Gaga, que aparece vestida como una monja, se traga un rosario, y baila acompañada de varios hombres semidesnudos, usando un sostén con ametralladoras. Debido a esto, el videoclip fue catalogado por la Liga Católica de Estados Unidos como «material blasfemo, además de que la trama sugestiva sobre la homosexualidad pervierte los valores éticos»; ante ello el director desmintió tal acusación y reclamó que la escena en la que Gaga se traga un rosario se debía «al deseo de la cantante de aproximarse a un nivel de santidad».

## Antecedentes y lanzamiento
Originalmente, la discográfica de Gaga planeaba lanzar «Dance in the Dark» como el tercer sencillo del disco The Fame Monster, después de «Telephone». Sin embargo, «Alejandro», la elección personal de la cantante para que fuera el tercer corte promocional, fue desde un principio negativamente criticada por especialistas de la radio, quienes consideraban que no era un concepto viable para ser lanzado como sencillo. Tras una discusión entre Gaga y su sello discográfico, finalmente se anunció su lanzamiento. A través de su cuenta en Twitter, la cantante dio a conocer lo siguiente:

«"Alejandro" está en la radio. ¡Carajo, suena tan bien, lo hicimos pequeños monstruos [...]!» [sic].
Lady Gaga

El sencillo se lanzó oficialmente en las radios estadounidenses el 20 de abril de 2010. En junio de 2010, «Alejandro» fue elegida en una encuesta de MTV como la canción del verano de 2010 en Estados Unidos. En una entrevista con Fuse TV, Gaga dijo que la inspiración para componer la canción había sido su «miedo al monstruo del sexo».

## Composición

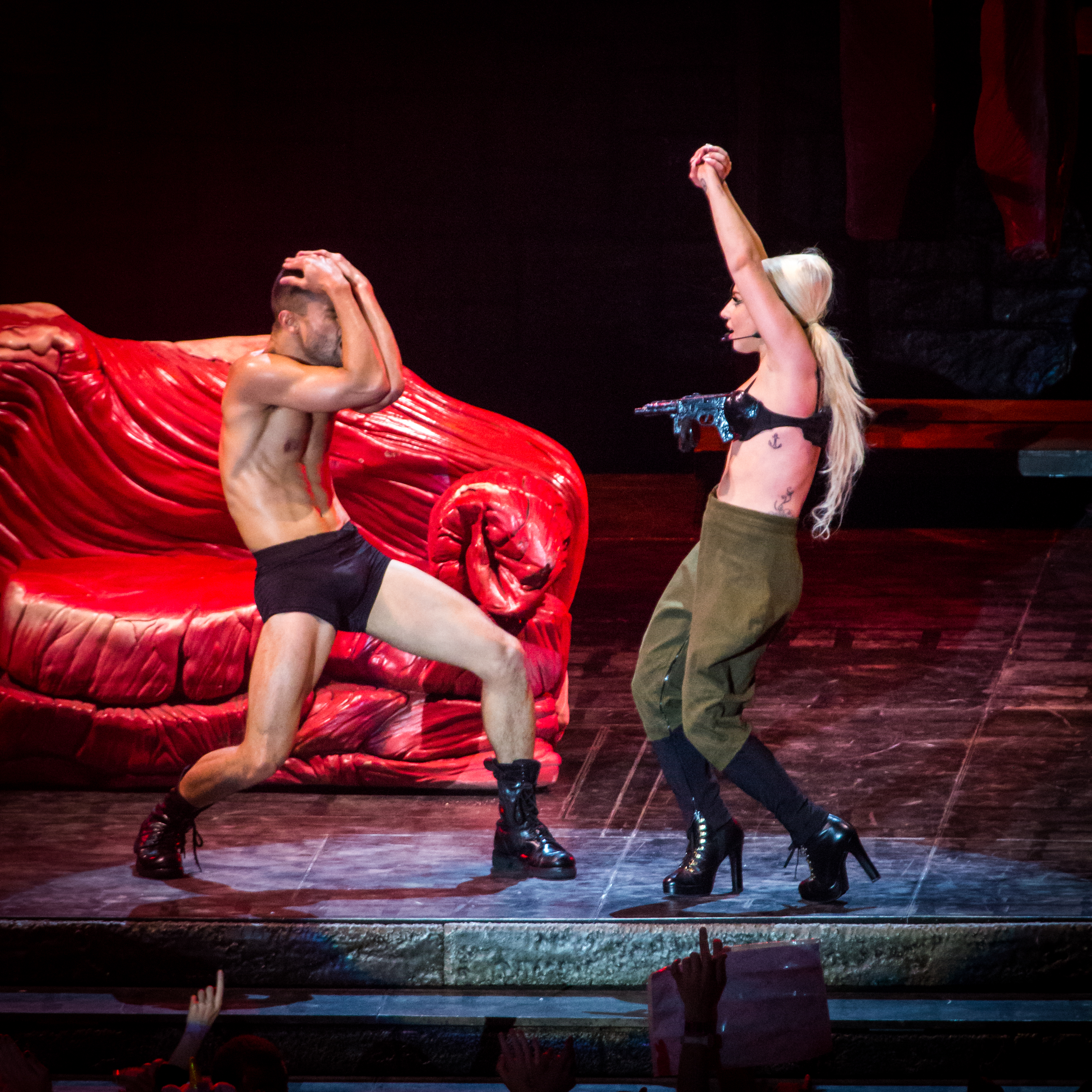
Gaga durante su actuación de «Alejandro» en la gira The Born This Way Ball.

La canción fue escrita y producida en conjunto por Lady Gaga y RedOne. De acuerdo con una partitura publicada en Musicnotes.com por Sony/ATV Music Publishing, «Alejandro» se encuentra en un compás de dos cuartos, con un ritmo moderado de 99 pulsaciones por minuto. Está compuesta en la tonalidad de si menor, mientras que la voz de Gaga abarca un registro de fa3 a sol menor 5. La canción sigue una progresión armónica básica de acordes si menor–re–fa♯ menor.
La letra de la canción habla acerca de Gaga defendiéndose de un harén de hombres caucásicos. La canción tiene algunas alusiones a ABBA, incluyendo una referencia a su canción de 1976 «Fernando», la cual Gaga ha señalado como una de sus influencias. En una entrevista con Fuse TV, Gaga dijo que su inspiración al escribir «Alejandro» fue su «miedo al monstruo del sexo», y el sentido básico detrás de la canción es acerca de «enamorarte de tu mejor amigo».

### Influencias
«Alejandro» es considerada como una canción synth pop con fuertes influencias del europop y la música disco. Esta hace homenaje a ABBA, a Ace of Base y a Madonna; las influencias de Ace of Base resultan aún más evidentes en el ritmo de la canción, así como la voz, la melodía y el acento extranjero de la intérprete. De hecho, las palabras salen lentamente de su boca mientras la melodía va aumentando de ritmo. Cabe mencionar que su estilo, de acuerdo con la crítica, recuerda mucho a lo que fue «La isla bonita» de Madonna, quien ha sido señalada por la cantante como una de sus más grandes influencias junto con Andy Warhol y David Bowie.
«Alejandro» incorpora la melodía Csárdás (1904), una pieza para violín o mandolina y piano del compositor italiano Vittorio Monti, fragmento con el cual comienza, mientras una angustiada Gaga dice: «I know that we are young, and I know that you may love me/But I just can't be with you like this anymore, Alejandro» —en español: «Sé que somos jóvenes, y que tal vez me amas/Pero no puedo seguir así contigo, Alejandro»—. A continuación, la canción cambia radicalmente a un ritmo europop, y Gaga se despide de sus ex amantes con un coro amargo en donde menciona: «You know that I love you, boy/Hot like México, rejoice!/At this point I've got to choose/Nothing to lose» («Tú sabes que te amo, muchacho/Caliente como México, ¡regocíjate!/En este instante tengo que elegir/Nada que perder»). Al final de la canción, Gaga se despide definitivamente del trío de protagonistas —Alejandro, Fernando y Roberto—.

## Recepción

### Comentarios de la crítica
La canción recibió críticas en su mayoría positivas. Chris Ryan de MTV la describió como un «himno exuberante a un amor que es "caliente como México"». Bill Lamb de About.com comparó «Alejandro» con el clásico de Madonna, «La isla bonita», aunque aclaró que «tiene un toque más contemporáneo». En otra crítica, Lamb añadió lo siguiente: «Aunque "Alejandro" no podría identificarse como parte de lo mejor de Lady Gaga, es una joya más sólida en su corona de siete sencillos consecutivos que han logrado ser exitosos». Por otra parte, Chava Thomas de The Argonaut dio una crítica negativa a la canción diciendo que «es un punto negativo para el álbum» y agregó que «se siente forzada, además de que su ritmo latino no encaja bien con el estilo de Lady Gaga». A su vez, Evan Sawdey de PopMatters consideró que la voz de Gaga en la canción suena parecida a la de Shakira, especialmente en el estribillo.
El editor Ben Patashnick, de NME, dijo que es «regocijante», y, de forma similar, Michael Hubbard, de MusicOMH, la elogió calificándola como «asombrosamente pegadiza, engañosamente simple y maravillosamente melancólica». No obstante, Sarah Hajibagheri, de The Times, la desestimó por ser «como un doloroso trino latino [y] lo que sería un fallido aspirante para Eurovisión». En el artículo de James Reed, del periódico estadounidense The Boston Globe's, también se hizo una reseña negativa; Reed escribió que es «una tibia pista de baile donde ella todo el tiempo repite el título de la canción, una y otra vez, como si no tuviera nada mejor que decir».
Las comparaciones con varios de los trabajos de los grupos suecos de música pop, como ABBA y Ace of Base, fueron comentados constantemente en las reseñas; Paul Lester, de BBC, consideró que «Alejandro» se mueve a un ritmo propio de Ace of Base, mientras que Stephen Thomas Erlewine de Allmusic' la catalogó como una «revisión actualizada de ABBA». A su vez, Mikael Wood, de Los Angeles Times, la calificó como «burbujeante» comparando su estilo con algunas canciones de ABBA. Brian Fitzgerland, de The Wall Street Journal, comparó igualmente a «Alejandro» con la canción «Who's That Girl» de Madonna. Sal Cinquemani, por parte de la Slant Magazine, consideró que había una conexión del tema con Ace of Base, llegando inclusive a considerarla como un homenaje al grupo. Jon Dolan, de la revista Rolling Stone, calificó a la canción como una «agradable parodia de ABBA». Scott Plagenhoef, de Pitchfork Media, señaló que, aunque «Alejandro» era una mórfosis de ABBA, «ésta resulta bastante moderna, en parte porque el pop y el hip-hop estadounidenses están tomando actualmente prestados varios elementos del europop, el hi-NRG y la música dance». Lindsay Fortier, de Billboard, dio una crítica positiva y la comparó con la canción de Ace of Base «Don't Turn Around», añadiendo que «para cuando la canción termina, Alejandro, Fernando y Roberto no son los únicos que se despiden abruptamente — el oyente está bailando justo atrás de ellos». También Robert Copsey, de Digital Spy, dio a la canción cinco de cinco estrellas, comparándola con la canción de Madonna «La isla bonita» junto con otras canciones de Ace of Base, aunque consideró que Gaga «añadió su propio toque personal a su interpretación». Igualmente, Copsey elogió las melodías de la canción, describiéndolas como «engañosamente pegadizas», mientras que catalogó la letra como «melancólica».

### Desempeño comercial
En Estados Unidos, «Alejandro» debutó en el número setenta y dos de la lista Billboard Hot 100, que data del 17 de abril de 2010. Unas semanas después, alcanzó la quinta posición del listado. Con esto, Gaga se convirtió en la segunda cantante que logra ingresar sus primeros siete cortes promocionales en el top ten de los listados musicales en territorio estadounidense, después de la intérprete de R&B Monica, que logró tal cometido entre 1995 y 1999. La canción debutó asimismo en la lista Pop Songs en el puesto treinta y cinco, y tiempo después llegó a la posición número cinco. Igualmente, ingresó en la posición setenta y ocho de la lista canadiense Canadian Hot 100, que data del 4 de abril de 2010. y luego de unas semanas logró llegar al número cuatro. Asimismo, inició el Mainstream Top 40 en el puesto treinta y cinco (llegando a ocupar luego el cuarto sitio, convirtiéndose así en el primer sencillo de Gaga que no alcanza el primer puesto en dicho listado), y en el Hot Digital Songs en el setenta y uno, después de vender 24.000 descargas digitales prepagadas; asimismo, hasta el 25 de febrero de 2018, había vendido 5.8 millones de copias en los Estados Unidos.
También debutó en la lista de Hot Dance Club Songs en la posición número 40, llegando al primer puesto el 7 de julio de 2010. En Canadá, debutó en la posición número setenta y ocho del Canadian Hot 100 que data del 4 de abril de 2010, llegando una semana después al quinto puesto. Para el 8 de mayo, había logrado posicionarse en el cuarto sitio, avanzando así una posición en el ranking.

Gaga con un vestido de croché cantando «Alejandro» en Tokio, Japón.

El 5 de abril de 2010, «Alejandro» obtuvo el puesto número cuarenta y nueve de la lista australiana ARIA Singles Chart, moviéndose hasta la posición veintidós para la semana siguiente, con lo que se convirtió en la canción con el mayor avance de ese período. En su cuarta semana, se posicionó en el número dos, convirtiéndose en el sexto sencillo de Gaga dentro del top tres. Desde entonces, la canción ha alcanzado una posición dentro de los cinco primeros lugares, llegando al segundo puesto, convirtiéndose así en el séptimo sencillo de Gaga en alcanzar popularidad dentro de ese país. «Alejandro» fue certificado como disco de platino por la Australian Recording Industry Association (ARIA) por haber vendido más de 70.000 descargas digitales en Australia. En Nueva Zelanda, «Alejandro» debutó en el número treinta y cinco, y en su sexta semana en la lista, llegó al número once.
Con el lanzamiento de The Fame Monster, en Reino Unido la canción debutó en la lista UK Singles Chart en la posición setenta y cinco, en la semana del 27 de noviembre de 2009, manteniéndose una semana en la lista. El 16 de mayo de 2010, la canción volvió a entrar en la lista posicionándose en el número cincuenta y cuatro. La canción también entró en las principales listas de República Checa, Suecia y Eslovaquia. De acuerdo con la edición del 6 de diciembre de 2009 de la revista Mahasz, la canción entró al Hungarian Singles Chart en el quinto puesto. En toda Europa, la canción alcanzó el top cinco en Austria, también logró posiciones favorables en las listas de éxitos de Ultratop en Bélgica (Flandes y Valonia), República Checa, Dinamarca, Francia, Alemania, Hungría, Irlanda, Italia, Países Bajos, Noruega, Eslovaquia, Suecia y Suiza, además ha alcanzado el primer puesto en las listas de Finlandia, Polonia, Bulgaria, Rumania y Rusia.

## Video musical

### Grabación
En enero de 2010 se informó de que Gaga estaba haciendo cástines para el video musical de «Alejandro». El modelo Evandro Soldati fue elegido para interpretar a Alejandro dentro del videoclip, mientras que un hombre ruso llamado Arkady pagó un millón de dólares para aparecer en una parte del mismo. El 23 de marzo de 2010, Women's Wear Daily informó de que el fotógrafo Steven Klein podría dirigir el video musical, y poco después Gaga confirmó, mediante vía Twitter, que así sería. Durante la gira The Monster Ball Tour en Australia, Gaga fue entrevistada por la emisora de radio australiana Nova 100 de Melbourne, donde habló sobre el video musical:

«Estoy muy emocionada por mi video de "Alejandro". Lo rodaremos muy pronto y no quiero decir aún quién es el director, porque revelaría demasiadas cosas. Prefiero mentirles acerca de lo que podría tratar el video para que así se sorprendan cuando lo vean. Pero si les digo, no será secuela de "Telephone".»

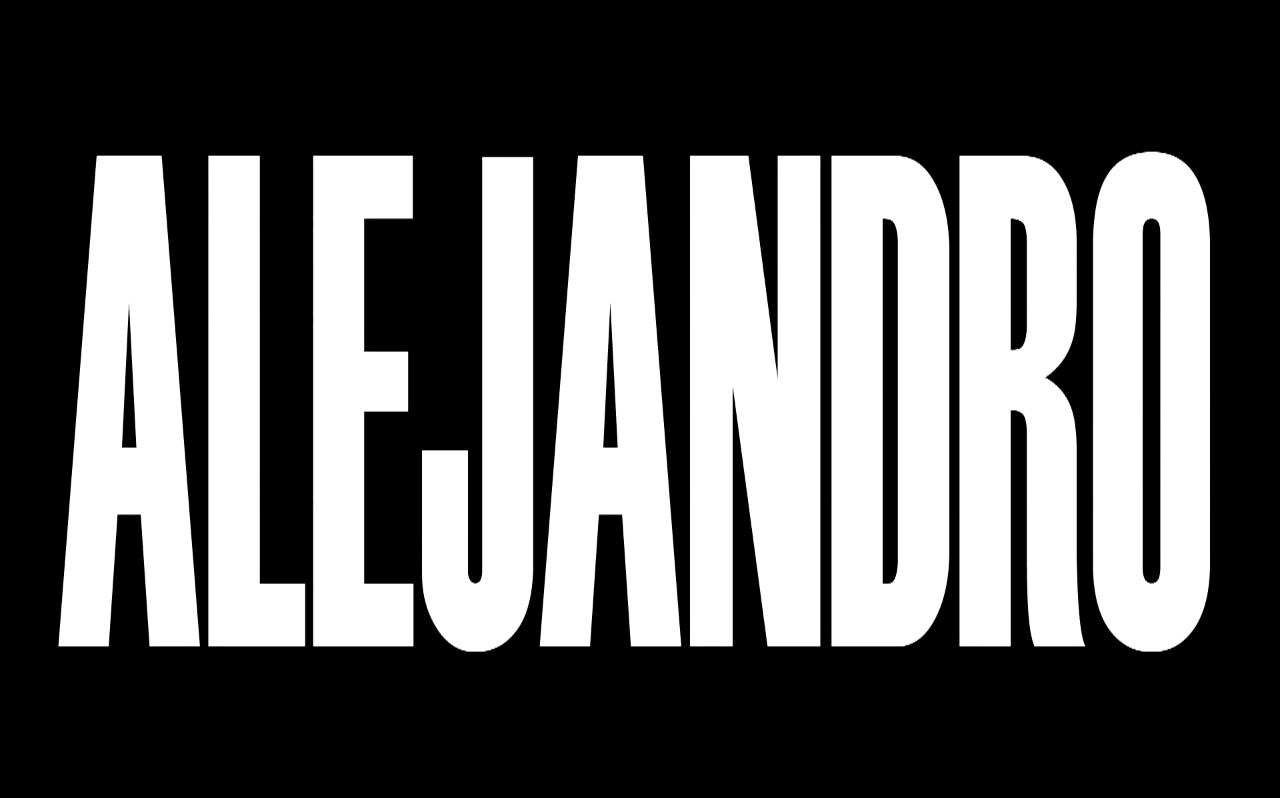
Al principio del vídeo aparece un cartel que dice «Alejandro».

Gaga dijo que se sentía a gusto con el director, explicó que ella «no sabe como se verá el video hasta que esté terminado» a lo cual añadió que «Klein entiende perfectamente su pensamiento de "yo soy lo que uso". Es todo sobre de dónde vengo, amor por el teatro, amor por la música y amor por la mentira en el arte, y Steven realmente sabe y entiende eso». El 18 de mayo de 2010, se filtró una imagen del video de «Alejandro» en la cual Gaga se encuentra rodeada de varios hombres. En dicha fotografía, Gaga aparece vestida como Juana de Arco. Gaga declaró para The Times que «el video trata sobre la pureza de mi amistad con mis amigos gais y de cómo he sido incapaz de encontrar algo así con un hombre heterosexual en mi vida. Es la celebración y la admiración del "amor gay". Les confieso mi envidia por el coraje y la valentía que necesitan para estar juntos. En el video, yo suspiro por el amor de los chicos gais, pero ellos simplemente no quieren estar conmigo».
Durante el primer día de junio de 2010, en el show de Larry King en CNN, se mostró un adelanto del video de «Alejandro». En el programa, Gaga le dijo a King que el video tiene una «temática militar homoerótica». «Es una celebración de mi amor y aprecio por la comunidad gay, mi admiración por su valentía, su amor por los demás y el valor de sus relaciones». Parte del video fue hecho en blanco y negro, donde Gaga y sus bailarines realizan una fuerte marcha militar. Kara Warner de MTV dijo que el vídeo recobra escenas del video «Vogue» de Madonna, pero declaró que Gaga tenía un estilo más tajante respecto «Alejandro» más masculino y militar en contraste con Madonna. Debido a la temática militar del video, también se efectuaron comparaciones con el video «Rhythm Nation» de Janet Jackson. El video fue estrenado en el canal oficial de Gaga de Vevo a través de su cuenta oficial del sitio web YouTube, el 8 de junio de 2010.

### Trama
Además de que el video demuestra el gran apoyo y amor que Gaga tiene hacia las personas homosexuales, también hace homenaje al musical de Broadway, Cabaret, con escenas de danza dedicadas a Bob Fosse.

Gaga aparece con un vestido que recuerda a Juana de Arco.

El video comienza con varios cadetes del ejército sentados sobre sillones de cuero y mesas de cristal, donde ellos se encuentran aparentemente durmiendo, excepto uno. Enseguida, se ven soldados marchando y haciendo movimientos de ataque; cinco de ellos llevan alrededor artefactos de fierro, que al parecer son instrumentos de tortura. A continuación aparece Lady Gaga, con un extravagante casco negro con dos binoculares y sentada en una silla en lo alto de lo que parece ser un edificio medieval, donde ella mira por una ventana donde afuera está nevando. En seguida, se ve una procesión donde unos cadetes van cargando un féretro, mientras que Gaga va al frente con un extraño velo negro, y en sus manos lleva un cojín donde posa un corazón congelado con clavos incrustados. En esta escena se puede notar que los clavos forman una letra «A». En este momento, la canción comienza a sonar y aparece un hombre llevando un casco con pinches y una pistola dorada, quien en realidad es Evandro Soldati. Luego, se ve un grupo de soldados que empiezan a bailar al ritmo de la música, llevando botas y ropa interior negras, con un corte de pelo estilo «hongo», como el que usaban los hombres del ejército en la Segunda Guerra Mundial. Poco después, Gaga se encuentra acostada en una cama, llevando un atuendo de monja color rojizo y un rosario en sus manos.
En ese momento se muestran cortes de video donde Gaga y varios hombres semidesnudos con zapatos de tacón, bailan y hacen sugestivas coreografías un tanto sadomasoquistas sobre camas con sábanas blancas.
En otra escena, la cantante aparece con un vestido que recuerda a Juana de Arco y alrededor de ella están varios hombres que la arrojan al aire, mientras que se ve un corte de video donde Gaga se traga el rosario. Momentos después, son mostradas varias escenas en blanco y negro con Gaga bailando junto a todos los bailarines vestidos de negro al momento que desfilan a lo largo del escenario. Enseguida ella se encuentra cantando con un micrófono en el lugar inicial del video, donde yacen los cadetes durmiendo; ella lleva poca ropa y detrás de ella hay una cruz de madera. También son mostrados cortes en blanco y negro de escenas anteriores y además se ve a un hombre al que se le nota una mirada pensativa.
En las escenas finales, Gaga y el grupo de hombres continúan bailando, donde ella lleva un sostén que tiene una metralleta en cada copa. Nuevamente se le ve a la cantante vestida como Juana de Arco, mientras que todos los hombres la empujan entre ellos hasta que consiguen acorralarla y comienzan a acariciarla. Al instante ella se quita la ropa y se toca sus senos. Finalmente, aparece de nuevo Evandro Soldati sentado en la cama, donde justo detrás de él, la cantante se encuentra acostada, como si estuviera muerta. Por último, la cámara se va acercando a su rostro y repentinamente los ojos y boca de Lady Gaga se funden como si fuera una cinta de película antigua.

### Recepción
James Montgomery de MTV comentó que «Gaga ha creado un mundo que, si bien es un poco opresivo, también se ve muy bien». En un comentario diferente, Montgomery añadió que «en este momento de su carrera, Gaga puede hacer lo que quiera y cuando quiera. Ella está desatada, sin freno, y sin temor a nada... y su "Alejandro" es prueba de ello» y «tal parece que por primera vez según recuerdo, que una gran cantidad de críticos y fans —sean estos casuales o estrictos— están dispuestos a seguir adelante y decir que estaban menos que impresionados. Este es un momento clave en la carrera de Lady Gaga». Él concluye que «Alejandro» podría ser quizá «su primer fallo». La crítica Mónica Herrera comentó que cuando vio el video pensó que se trataba de un híbrido entre el video de Madonna «Like a Prayer» y el de Janet Jackson «Rhythm Nation». Ella explica que «[Alejandro] contiene el mismo tipo de controversia religiosa en el mismo sentido en que lo hizo el video de Madonna "Like a Prayer" en su momento, mezclando elementos católicos como rosarios y un rebozo de monja con insinuaciones sexuales» mientras que la secuencia de entrada del video muestra a varios de sus bailarines «marchando al estilo de "Rhythm Nation" a través de una zona industrial». En la reseña realizada por Kyle Anderson de MTV, se describe una relación entre el video y la película realizada por Madonna llamada Evita» y los videos musicales de las canciones «Like a Prayer y «Human Nature», además de «Vogue». Randall Roberts de Los Angeles Times dijo que «el clip refuerza la idea de que nadie entiende mejor la convergencia que se da entre la imagen y la música en estos momentos mejor que Gaga». Además añadió que:

«Dirigido por el fotógrafo de moda Steven Klein, el videoclip refuerza la idea que nadie entiende la convergencia de la imagen y la música en este momento mejor que Gaga».
Randall Roberts

Jett Gottlieb del Boston Herald dijo que «la única cosa prohibida [en el video] es la alegría. [Alejandro] Presenta una sombría, oscura y amargada Lady Gaga; cuando no está colocada entre retorcijones, torsos ondulando, ella está empollando. La trama es difícil de descifrar, pero está claro que no es una de esas historias que terminan en un "felices por siempre"». Anthony Benigno del Daily News percibió a su vez que «el nuevo video de la impactante actriz que es Gaga, está repleto de imaginería sadomasoquista que le hace parecer la respuesta softcore de la película The Matrix». Devon Thomas de CBS News, comparó el video con la era del Blond Ambition World Tour de Madonna y comentó al respecto: «este video es una carta de amor visual para Madonna». Asimismo, añadió que «el video es como una pieza oscura de teatro macabro y es una desviación más introspectiva de su anterior clip de video "Telephone"». Jen Dose del National Post comentó «[...] el nuevo video de Gaga sin duda trae la locura que todos hemos estado esperando por parte de ella. Es como un homenaje de 8 minutos dedicado a Madonna con algunos nazis gais tirándose entre sí, en buena medida». Julie Moult del Daily Mail dijo: «[Después de ver el video] nadie puede culpar a Lady Gaga de ser la tímida y retirada persona que es». Lyndsey Parker de Yahoo! Music comentó que «esta vez, parece que hay un mensaje detrás de la locura de Gaga. ¿La gente va a escuchar lo que tiene que decir? De todos modos, este es otro video de Lady Gaga que será imposible de ignorar». Según Daniel Kreps de la revista Rolling Stone, el video «muestra a todos con un vestuario de vanguardia, una danza creativa y los maremotos de imágenes que hacen estallar los ojos»; asimismo comentó que «a diferencia de otros proyectos hechos a technicolor por Gaga hasta el momento, "Alejandro" se desarrolla en una atmósfera gris silenciada, semejante al video hecho por David Finchner llamado 'Vogue' para Madonna, ya que éste da al video una sensación de la época del cine mudo que evoca a la fotografía en blanco y negro». Klein fue entrevistado por la revista Rolling Stone, donde comentó sobre varias cosas respecto al video:

«A Gaga le gustan las gestas épicas. Se ajustan a su personalidad. Combinamos la danza, la narrativa y atributos del surrealismo. El proceso consistía en expresar el deseo de Lady Gaga para revelar su corazón y elevar su alma. En un videoclip nunca hay tiempo suficiente. Planeamos mucho y logramos mucho de eso, pero, por supuesto, algunas cosas no hemos podido plasmar por falta de tiempo».
Steven Klein

La cantante estadounidense Katy Perry, mediante su cuenta en Twitter, hizo una crítica diciendo que «usar la blasfemia para entretener es algo tan pobre como un comediante contando chistes sobre gases intestinales». Al poco tiempo de estas declaraciones, Perry comentó en una entrevista radiofónica en el Le 6/9 del NRJ Radio donde afirmó que su comentario no era para el video de «Alejandro» diciendo:

«Lo que me hace gracia es que todo el mundo pensó que me refería a ella. Últimamente he visto muchas cosas que, por mi educación, yo nunca habría hecho. Por ejemplo, cuando Madonna se subía a una cruz o cuando a veces mi novio dice cosas demasiado fuertes para mí. Es difícil de explicar sin parecer una chica algo hipócrita. He tenido que oír comentarios como ‘cómo puedes decir estas cosas tú, que cantas "I Kissed A Girl". Puedes estar de acuerdo o no pero la espiritualidad y la sexualidad son dos cosas distintas y cuando las juntas en un video puede resultar interesante para algunas personas. He dicho ya muchas veces en Twitter que soy una gran fan de Lady Gaga, Madonna y Russell Brand pero eso no me impide tener a veces puntos de vista distintos».
Katy Perry

The Huffignton Post se ha cerciorado de que, si bien Gaga no fue mencionada directamente por su nombre, esto era definitivamente un golpe de Perry para Lady Gaga.

#### Reacción de la Iglesia católica
La Liga Católica por los Derechos Religiosos y Civiles en los Estados Unidos criticó el video de «Alejandro» diciendo que:

«Gaga está jugando a ser la gatita imitadora de Madonna, restregándose semidesnuda con chicos casi desnudos, abusando de los símbolos católicos, mientras berrea "Alejandro" las veces suficientes como para provocar el vómito. Vestida en ocasiones como una monja en un hábito de color rojo brillante, la aspirante a Madonna se burla de la cruz, tragándose un rosario y se las arregla para ser violada por sus novios. Por lo tanto, se ha convertido en la chica portada del cartel de la decadencia estadounidense que golpea a la iglesia católica, sin contar con los looks y talento de su modelo a seguir».

Ante dicha crítica por parte del sector religioso, Klein dijo que «el simbolismo religioso no está destinado para señalar algo negativo en el video. Representa la batalla del carácter entre las fuerzas oscuras de este mundo y la salvación espiritual del alma. Así al final del corto, ella decide ser una monja, y la razón por que su boca y ojos desaparecen consiste en que ella retira sus sentidos del mundo de mal y va hacia dentro del rezo y la contemplación».

## Presentaciones en vivo
Gaga ha cantado «Alejandro» en su gira mundial The Monster Ball Tour. En la etapa norteamericana, es la cuarta canción del listado de pistas, mientras que es la decimosexta canción en la etapa europea. Para la presentación, Gaga se viste con un vestido plateado. Durante la actuación, es transportada de bailarín a bailarín por medio de sus brazos. Durante el show que realizó en San Diego, California, Gaga incorporó el nombre de la ciudad en la letra de la canción, después de decir que «San Diego rima con "Fernando" y "Alejandro", me siento muy afortunada». Ted Shaw, del periódico canadiense Windsor Star, comentó que «canciones como "Alejandro", "Teeth" y "Monster" te empujan hacia el acto sexual en tu cara», refiriéndose a la actuación de Gaga cuando interpreta dichas canciones. Jim Harrington del periódico San Jose Mercury News comparó la performance de Gaga con la de una bailarina erótica. Jeremy Adams, de la revista Rolling Stone comentó que las actuaciones de la canción durante los conciertos son «[...] [uno] de los varios momentos en que da consternación a los padres de familia que se encuentran entre el público». T'Cha Dunlevy de The Gazette comentó «la canción avanza rápido, aunque no lo suficiente como para distinguirla».
El 20 de abril de 2010, la canción fue interpretada por Gaga en la inauguración del MAC AIDS Fund Pan-Asia Viva Glam en Tokio, donde lució un vestido de tapete hecho a base de encaje. Ella entró al escenario mediante una procesión inspirada en una típica boda japonesa, y mientras las luces se atenuaban, ella se sentó en su piano ubicado sobre un escenario giratorio, tras lo cual cantó «Speechless», y poco después interpretó «Alejandro» mientras era cargada por uno de sus bailarines, el cual parecía que había sido cubierto con talco. Gaga grabó un popurrí de «Bad Romance» y de «Alejandro» para la novena temporada de American Idol el 28 de abril de 2010. Su actuación fue presentada en el episodio del 5 de mayo de 2010. La presentación comenzó con Gaga tocando en el piano una versión acústica de «Bad Romance». Vistió un atuendo negro revelador, pero al mismo tiempo cubierto, el cual tenía una capa y estaba rodeada por bailarines sin camiseta. A mitad de la actuación, ella se quitó la capa y empezó a retorcerse en el suelo. En una esquina del escenario, se encontraba una estatua de la Virgen María de la cual salían llamas de la parte posterior, mientras Gaga cantaba el coro. Tras esto, el escenario se cubrió de niebla, y Gaga junto con sus bailarines interpretaron una rutina de danza enérgica. El vestido fue diseñado por el italiano Giorgio Armani. Armani explicó su inspiración al crear el atuendo diciendo:

«Para complementar el espíritu de Lady Gaga, dejé libre a mi imaginación.
El outfit que hice para ella para el show de American Idol es pura fantasía».
Giorgio Armani

Brian R. Fitzgerland del Wall Street Journal dijo que Gaga era una «maldita artista talentosa». Luchina Fisher de las ABC News, catalogó la presentación como «una actuación reveladora, con poca ropa vinculada al sexo y a la música de los violines de fondo» y además de que fue «la mejor interpretación de Gaga al estilo de Madonna». El 9 de julio de 2010, la cantante hizo una presentación gratuita en la calle con el apoyo del show televisivo The Today Show's Summer Concert Series, donde interpretó, entre otras canciones, «Alejandro». Larry Carroll de MTV calificó al concierto como «enérgico». El 24 de septiembre de 2011, la cantante se presentó en el iHeartRadio Music Festival, donde cantó «Alejandro» junto con canciones de sus álbumes The Fame, The Fame Monster y Born This Way: «Just Dance», «Poker Face», «LoveGame», «Paparazzi», «Bad Romance», «Telephone», «Born This Way», «Judas», «The Edge of Glory», «Yoü and I», «Hair» y «Scheiße». Además de ello, interpretó junto al cantante británico Sting otras dos canciones: «Stand By Me», perteneciente a Ben E. King, y «King of Pain» de The Police. En mayo de 2011, Gaga interpretó la canción durante el evento Radio 1's Big Weekend en Carlisle, Cumbria. Asimismo, durante su gira mundial Born This Way Ball Tour que comenzó a inicios de 2012, la canción figura dentro los temas principales que la artista presenta durante sus conciertos en vivo. También fue incluida en el repertorio de sus giras artRAVE: The ARTPOP Ball Tour y Joanne World Tour, así como de su residencia Lady Gaga: Enigma. Igualmente, figuró en el repertorio de su actuación en el festival de Coachella de 2017 y luego de 2025.

## Formatos yremixes
- Descarga digital

| Sencillo promocional — Bélgica, Francia y Suecia |             |          |  |
| N.º                                              | Título      | Duración |  |
| 1.                                               | «Alejandro» | 4:34     |  |

| Alejandro: The Remixes EP |                                         |          |  |
| N.º                       | Título                                  | Duración |  |
| 1.                        | «Alejandro» (Afrojack Remix)            | 4:48     |  |
| 2.                        | «Alejandro» (Rusko's Papuseria Remix)   | 3:53     |  |
| 3.                        | «Alejandro» (Dave Audé Remix)           | 7:15     |  |
| 4.                        | «Alejandro» (Skrillex Remix)            | 5:49     |  |
| 5.                        | «Alejandro» (Kim Fai Remix)             | 7:20     |  |
| 6.                        | «Alejandro» (The Sound of Arrows Remix) | 3:57     |  |
| 7.                        | «Alejandro» (Bimbo Jones Remix)         | 6:40     |  |
| 8.                        | «Alejandro» (Kleerup Remix)             | 5:22     |  |

| Descarga digital — Reino Unido |                             |          |  |
| N.º                            | Título                      | Duración |  |
| 1.                             | «Alejandro»                 | 4:34     |  |
| 2.                             | «Alejandro» (Video musical) | 8:44     |  |

- Disco de vinilo

| Disco de vinilo — Reino Unido |                                 |          |  |
| N.º                           | Título                          | Duración |  |
| 1.                            | «Alejandro»                     | 4:34     |  |
| 2.                            | «Alejandro» (Bimbo Jones Remix) | 6:40     |  |

- Sencillo en CD

| Sencillo en CD — Francia |                                            |          |  |
| N.º                      | Título                                     | Duración |  |
| 1.                       | «Alejandro» (Versión para radio)           | 3:58     |  |
| 2.                       | «Alejandro» (Dave Audé Radio Remix)        | 3:51     |  |
| 3.                       | «Alejandro» (Bimbo Jones Radio Edit Remix) | 3:19     |  |

| Sencillo en CD — Reino Unido |                               |          |  |
| N.º                          | Título                        | Duración |  |
| 1.                           | «Alejandro»                   | 4:34     |  |
| 2.                           | «Alejandro» (Dave Audé Remix) | 7:15     |  |

## Posicionamiento en listas

### Semanales
| Alemania          | German Singles Chart      | 2  |
| Australia         | Australian Singles Chart  | 2  |
| Austria           | Austrian Singles Chart    | 2  |
| Bélgica (Flandes) | Ultratop 50 Singles       | 4  |
| Bélgica (Valonia) | Ultratop 40 Singles       | 3  |
| Bulgaria          | Bulgarian Airplay Chart   | 1  |
| Canadá            | Canadian Hot 100          | 4  |
| Eslovaquia        | Radio Top 100 Chart       | 2  |
| España            | Spanish Singles Chart     | 3  |
| Estados Unidos    | Billboard Hot 100         | 5  |
| Estados Unidos    | Pop Songs                 | 4  |
| Estados Unidos    | Dance/Club Play Songs     | 1  |
| Europa            | European Hot 100          | 2  |
| Finlandia         | Finnish Singles Chart     | 1  |
| Francia           | French Singles Chart      | 3  |
| Hungría           | Hungarian Singles Chart   | 5  |
| Hungría           | Rádiós Top 40             | 1  |
| Irlanda           | Irish Singles Chart       | 3  |
| Italia            | Italian Singles Chart     | 2  |
| Noruega           | Norwegian Singles Chart   | 3  |
| Nueva Zelanda     | New Zealand Singles Chart | 11 |
| Países Bajos      | Dutch Top 40              | 4  |
| Polonia           | Polish Airplay Chart      | 1  |
| Reino Unido       | UK Singles Chart          | 7  |
| República Checa   | Radio Top 100 Chart       | 1  |
| Rumania           | Romanian Airplay Chart    | 1  |
| Suecia            | Swedish Singles Chart     | 4  |
| Suiza             | Swiss Singles Chart       | 3  |

| Predecesor: «Waka Waka (Esto es África)» de Shakira «Minä» de Kymppilinja con Mariska «Waka Waka (Esto es África)» de Shakira | Finnish Singles Chart — Sencillo N°1 23 de junio de 2010 — 7 de julio de 2010 14 de julio de 2010 — 21 de julio de 2010 31 de julio de 2010 — 7 de agosto de 2010 | Sucesor: «Minä» de Kymppilinja con Mariska «Waka Waka (Esto es África)» de Shakira «Waka Waka (Esto es África)» de Shakira |
| Predecesor: «Pretty Mess» de Erika Jayne                                                                                      | U.S. Hot Dance Club Songs — Sencillo N°1 3 de julio de 2010 - 10 de julio de 2010                                                                                 | Sucesor: «Commander» de Kelly Rowland                                                                                      |
| Predecesor: «Whataya Want from Me» de Adam Lambert «Can't Fight This Feeling» de Junior Caldera con Ellis-Be                  | Polish Airplay Chart — Sencillo N°1 10 de julio de 2010 - 23 de julio de 2010 31 de julio de 2010 - 13 de agosto de 2010                                          | Sucesor: «California Gurls» de Katy Perry «Morena» de Tom Boxer con Antonia                                                |
| Predecesor: «We No Speak Americano» de Yolanda Be Cool y DCUP «Alors on Danse» de Stromae                                     | Romanian Airplay Chart — Sencillo N°1 17 de julio de 2010 — 31 de julio de 2010 7 de agosto de 2010 - 29 de agosto de 2010                                        | Sucesor: «Alors on danse» de Stromae «I Like (the Trumpet)» de DJ Sava con Raluka                                          |
| Predecesor: «Morena» de Tom Boxer con Antonia                                                                                 | Bulgarian Airplay Chart — Sencillo N°1 25 de julio de 2010 — 6 de agosto de 2010                                                                                  | Sucesor: «Te Amo» de Rihanna                                                                                               |
| Predecesor: «Láska v housce» de Xindl X con Olga Lounová                                                                      | Czech Airplay Chart — Sencillo N°1 1 de septiembre de 2010 — 7 de septiembre de 2010                                                                              | Sucesor: «We No Speak Americano» de Yolanda Be Cool y DCUP                                                                 |
| Predecesor: «Illúzió» de Hooligans                                                                                            | Hungarian Airplay Chart — Sencillo N°1 20 de septiembre de 2010 — 14 de noviembre de 2010                                                                         | Sucesor: «Love the Way You Lie» de Eminem con Rihanna                                                                      |

### Certificaciones
| País           | Organismo certificador | Certificación         | Ventas certificadas | Ref.    |
| -------------- | ---------------------- | --------------------- | ------------------- | ------- |
| Alemania       | BVMI                   | Platino               | 300 000             | [ 133 ] |
| Australia      | ARIA                   | 4× Platino            | 280 000             | [ 12 ]  |
| Bélgica        | IFPI — Bélgica         | Platino               | 30 000              | [ 134 ] |
| Brasil         | ABPD                   | Diamante              | 160 000             | [ 135 ] |
| Dinamarca      | IFPI — Dinamarca       | Platino               | 15 000              | [ 136 ] |
| España         | PROMUSICAE             | Platino               | 40 000              | [ 137 ] |
| Estados Unidos | RIAA                   | 4× Platino            | 4 000               | [ 138 ] |
| Francia        | SNEP                   | Oro                   | 150 000             | [ 139 ] |
| Italia         | FIMI                   | 2× Platino            | 60 000              | [ 140 ] |
| Noruega        | IFPI — Noruega         | Platino               | 60 000              | [ 141 ] |
| Nueva Zelanda  | RIANZ                  | Oro                   | 7500                | [ 142 ] |
| Reino Unido    | BPI                    | Platino               | 600 000             | [ 143 ] |
| Rusia          | NFPF                   | 3× Platino (ringtone) | 800 000             | [ 144 ] |
| Suecia         | IFPI — Suecia          | Platino               | 40 000              | [ 145 ] |
| Suiza          | IFPI — Suiza           | Platino               | 30 000              | [ 146 ] |

### Anuales
| Alemania          | German Singles Chart     | 19 |
| Australia         | Australian Singles Chart | 50 |
| Austria           | Austrian Singles Chart   | 10 |
| Bélgica (Flandes) | Belgian Singles Chart    | 17 |
| Bélgica (Valonia) | Belgian Singles Chart    | 15 |
| Canadá            | Canadian Hot 100         | 14 |
| Estados Unidos    | US Billboard Hot 100     | 33 |
| Estados Unidos    | US Hot Dance Club Songs  | 21 |
| Estados Unidos    | US Pop Songs             | 25 |
| Estados Unidos    | US Adult Contemporary    | 30 |
| Países Bajos      | Dutch Top 40             | 21 |
| Suiza             | Swiss Singles Chart      | 8  |
| Europa            | European Hot 100         | 16 |

## Premios y nominaciones
El sencillo «Alejandro» fue nominado en distintas ceremonias de premiación. A continuación, una lista con algunas de las candidaturas que obtuvo la canción:
| Año  | Ceremonia de premiación          | Premio                             | Resultado | Ref.    |
| ---- | -------------------------------- | ---------------------------------- | --------- | ------- |
| 2010 | Teen Choice Awards               | Elección del verano: Mejor canción | Nominado  | [ 160 ] |
| 2010 | Premios Oye!                     | Grabación del año internacional    | Nominado  | [ 161 ] |
| 2010 | Virgin Media Music Awards        | Peor canción                       | Nominado  | [ 162 ] |
| 2011 | International Dance Music Awards | Mejor canción pop/dance            | Ganador   | [ 163 ] |
| 2011 | MuchMusic Video Awards           | Vídeo más visto del año            | Nominado  | [ 164 ] |

## Historial de lanzamientos
| País           | Fecha                  | Formato                                 | Ref.    |
| -------------- | ---------------------- | --------------------------------------- | ------- |
| Suecia         | 9 de noviembre de 2009 | Descarga digital — Sencillo promocional | [ 165 ] |
| Bélgica        | 9 de noviembre de 2009 | Descarga digital — Sencillo promocional | [ 166 ] |
| Francia        | 9 de noviembre de 2009 | Descarga digital — Sencillo promocional | [ 167 ] |
| Estados Unidos | 20 de abril de 2010    | Radio                                   | [ 26 ]  |
| Bélgica        | 18 de mayo de 2010     | The Remixes EP – Descarga digital       | [ 168 ] |
| Canadá         | 18 de mayo de 2010     | The Remixes EP – Descarga digital       | [ 169 ] |
| Dinamarca      | 18 de mayo de 2010     | The Remixes EP – Descarga digital       | [ 170 ] |
| Francia        | 18 de mayo de 2010     | The Remixes EP – Descarga digital       | [ 171 ] |
| Países Bajos   | 18 de mayo de 2010     | The Remixes EP – Descarga digital       | [ 172 ] |
| Noruega        | 18 de mayo de 2010     | The Remixes EP – Descarga digital       | [ 173 ] |
| Portugal       | 18 de mayo de 2010     | The Remixes EP – Descarga digital       | [ 174 ] |
| Suecia         | 18 de mayo de 2010     | The Remixes EP – Descarga digital       | [ 175 ] |
| Suiza          | 18 de mayo de 2010     | The Remixes EP – Descarga digital       | [ 176 ] |
| Estados Unidos | 18 de mayo de 2010     | Maxisencillo, EP y descarga digital     | .       |
| Estados Unidos | 15 de junio de 2010    | The Remixes EP – Sencillo en CD         | [ 177 ] |
| Alemania       | 15 de junio de 2010    | The Remixes EP – Sencillo en CD         | [ 178 ] |
| Canadá         | 15 de junio de 2010    | The Remixes EP – Sencillo en CD         | [ 179 ] |
| Japón          | 15 de junio de 2010    | The Remixes EP – Sencillo en CD         | [ 180 ] |
| Reino Unido    | 15 de junio de 2010    | The Remixes EP – Sencillo en CD         | [ 181 ] |
| Francia        | 15 de junio de 2010    | The Remixes EP – Sencillo en CD         | [ 182 ] |
| Francia        | 21 de junio de 2010    | Sencillo en CD                          | =       |
| Reino Unido    | 28 de junio de 2010    | Sencillo en CD                          | =       |
| Reino Unido    | 28 de junio de 2010    | Disco de vinilo                         | =       |
| Francia        | 28 de junio de 2010    | Disco de vinilo                         | [ 183 ] |
| Japón          | 28 de junio de 2010    | Disco de vinilo                         | =       |
| Japón          | 28 de junio de 2010    | Sencillo en CD                          | =       |
| Alemania       | 2 de julio de 2010     | Sencillo en CD                          | =       |
| Canadá         | 6 de julio de 2010     | Sencillo en CD                          | =       |
| Canadá         | 6 de julio de 2010     | Disco de vinilo                         | =       |

## Créditos
- Lady Gaga - vocalista y coros, coproducción, arreglos vocales
- RedOne - producción, instrumentos, programación, arreglos vocales, edición de voz, ingeniero de sonido, coros y grabación
- Eelco Bakker - ingeniería de sonido
- Robert Orton - mezcla de audio
- Johnny Severin - edición de voz

Fuentes: Allmusic y Discogs.